# تامزين مرشانت
تامزين مرشانت (بالإنجليزية: Tamzin Merchant)‏ هي ممثلة بريطانية، ولدت في 4 مارس 1987 في المملكة المتحدة.

## أعمال

### أفلام
- (2005) كبرياء وتحامل[4]

### مسلسلات
- أسرة تيودور
- رصيف الكرنفال

## وصلات خارجية
- تامزين مرشانت على موقع IMDb (الإنجليزية)
- تامزين مرشانت على موقع ألو سيني (الفرنسية)
- تامزين مرشانت على موقع أول موفي (الإنجليزية)
- تامزين مرشانت على موقع قاعدة بيانات الأفلام السويدية (السويدية)
- تامزين مرشانت على موقع قاعدة بيانات الفيلم (الإنجليزية)
- تامزين مرشانت على موقع كينوبويسك (الروسية)